# Chromatoiulus smetanai
Chromatoiulus smetanai är en mångfotingart som beskrevs av Jean-Paul Mauriès 1983. Chromatoiulus smetanai ingår i släktet Chromatoiulus och familjen kejsardubbelfotingar. Inga underarter finns listade i Catalogue of Life.